# Repräsentantenhaus (Frankreich)
Das Repräsentantenhaus war die untere der beiden Parlamentskammern, die Napoleon in seinen Verfassungskorrekturen der Herrschaft der Hundert Tage einrichten ließ. Über ihr existierte noch die Pairskammer.
Es ersetzte damit die durch die Charta von 1814 eingerichtete Abgeordnetenkammer (Restaurierungskammer) der Bourbonen. Das Repräsentantenhaus bestand aus 630 Abgeordneten, einem je Wahlkollegium (collèges électoraux). 29 dieser Wahlkollegien repräsentierten die Produktions- und Gewerbeimmobilien (propriété manufacturière et commerciale). Die Legislaturperiode sollte stets fünf Jahre umfassen. Das Parlament bestand nur für etwas mehr als einen Monat.

## Geschichte
Die Einberufung der Wahlkollegien wurde am 30. April 1815 beschlossen, und die französischen Parlamentswahlen vom Mai 1815 fanden am 8. und 22. Mai statt. Dafür ließen sich gerade einmal 66.500 Wahlberechtigte eintragen, von denen dann etwa die Hälfte ihr Wahlrecht nutzten.
Die Kammer wurde am 3. Juni, dem Tag nach der Volksabstimmung über das Zusatzgesetz, gebildet. Es besteht aus sechshundertneunundzwanzig Vertretern. Dabei erhielten die Republikaner 40 Sitze, die Liberalen 510 Sitze und die Bonapartisten lediglich 80 Sitze. Am 4. wurden zum Präsidenten Jean-Denis Lanjuinais und zum Vizepräsidenten der Marquis de la Fayette gewählt.
Am 23. Juni, nach der Veröffentlichung der zweiten Abdankung des Kaisers, erkannten die Kammern seinen Sohn als Napoleon II. an und ernannten eine Regierungskommission mit fünf Mitgliedern, die sogenannte Kommission Napoleon II. Die Vertreter bestimmen Lazare Nicolas Marguerite Carnot, Joseph Fouché Paul Grenier zu deren Mitgliedern. Am nächsten Tag ernannte das Repräsentantenhaus eine Kommission, die für die Ausarbeitung einer neuen Verfassung zuständig ist, deren Entwurf am 29. vorgelegt wurde.
Die Kammer wurde aber am 8. Juli nach Einmarsch der Alliierten in Paris zerstreut und am 13. Juli im Auftrag von Ludwig XVIII. auch formal aufgelöst.